# لوان گابریادزه
لوان گابریادزه (به گرجی: ლევან რევაზის ძე გაბრიაძე) (زاده ۱۶ نوامبر ۱۹۶۹) بازیگر و کارگردان گرجی، روسی است. پدرش «ریواز گابریادزه» بازیگر، نویسنده و کارگردان است. او پسر رواز گابریادزه است.